# Breitling (Wismarbucht)

Der Breitling als Teil der Wismarer Bucht

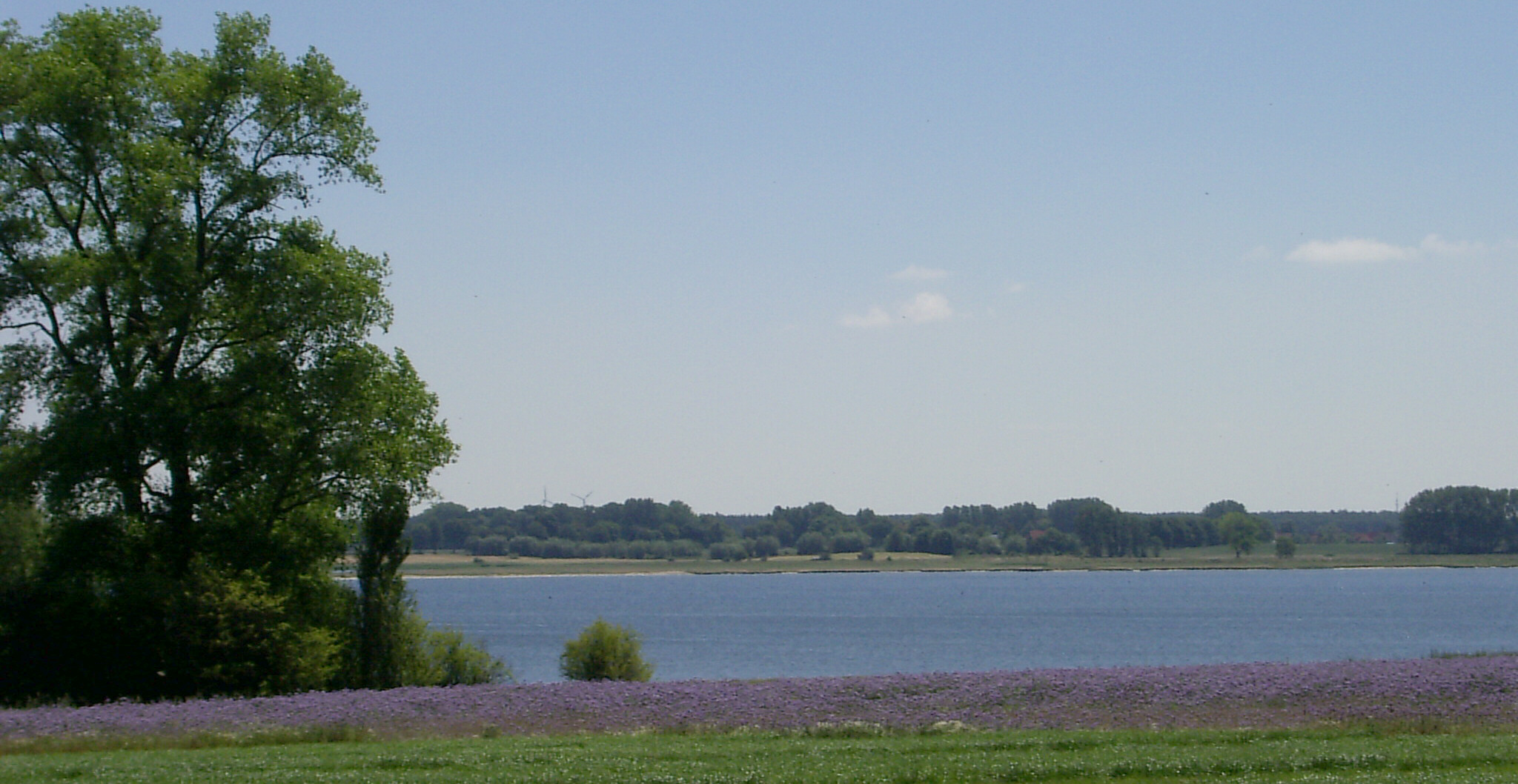
Breitling zwischen Poel und dem Festland

Der Breitling ist ein schmaler Meeresarm zwischen der Insel Poel und dem Festland im Nordosten des Landkreises Nordwestmecklenburg. Er stellt die Verbindung der inneren Wismarbucht, beginnend südlich vom Poeldamm, mit dem Salzhaff (Mündung der Bäche Zaufe und Gollwitz) dar.
Der Breitling ist ein sehr flaches, meist unter einem Meter tiefes Gewässer. Große Teile können so bei Niedrigwasser trockenfallen, wohingegen es bei Hochwasser bis zur Überspülung des flachen Poeldammes kommen kann. Im Süden führt die Straßenverbindung am Fahrdamm (Poeldamm) über eine flache Halbinsel hinweg nach Poel über den Breitling. Der Meeresarm ist ca. fünf Kilometer lang und maximal einen Kilometer breit.

## Inseln
Im Breitling liegen die Inseln Ahrendsberg, Baumwerder, Grot Deil und Weidenschwanz (alle Gemeinde Blowatz) sowie Kastenwerder (Gemeinde Insel Poel). Die flachen und bis auf Ahrendsberg sehr kleinen Inseln sind unbewohnt.

## Flora und Fauna
Landschaftlich wechseln sich kurze Hochufer an der Festlandseite, an den Südufern der kleinen Inseln Baumwerder und Ahrendsberg und an der Poeler Küste mit sehr flachen Überflutungsabschnitten ab. Diese kennzeichnen Salzgrünlandflächen mit Schwemmlandinseln und -ufern, die von Prielen durchsetzt sind. Die höher gelegenen Flächen sind meist sehr trocken und werden durch kargen Pflanzenwuchs z. B. Trockenmagerrasen mit Dornensträuchern gekennzeichnet.
Koordinaten: 53° 59′ 0″ N, 11° 29′ 0″ O